# Бруно II фон Берг
Бруно II фон Берг (нім. Bruno II. von Berg; бл. 1100 — 29 травня 1137) — церковний і державний діяч Священної Римської імперії, 23-й архієпископ Кельна у 1131—1137 роках.

## Життєпис
Походив з роду Берг-Альтена. Молодший син Адольфа I, графа Берга, і Адельгейди фон Лауфен. Народився близько 1100 року. Замолоду призначений для церковної кар'єри. Також страждав на епілепсію.
1119 року стає пробстом церкви Св. Кастора в Кобленці. 1126 року відбулася його зустріч в Реймсі з Бернардом Клервоським. 1127 року призначається пробстом церкви Св. Гереона в Кельні. Невдовзі стає також каноніком Старого Кельнського собору.
1130 року його було обрано архієпископом Тріра, але Бруно фон Берг відмовився очолювати кафедру з якихось особистих обставин, пояснивши це папі римському Інокентію II. 1131 року за наполяганням короля Лотаря II обирається архієпископом Кельна. Цього разу фон берг погодився обійняти посаду. Втім ще до того кельнський клір обрав своїм очільником Готфріда фон Ксантена, якого ще не було висвячено на архієпископа. Зрештою після нетривалого протистояння Лотар II змусив фон Ксантена відмовитися від посади. Висвячення Бруно II відбулося 1132 року. Невдовзі призначений архіканцлером Італії.
1133 року разом з братами Адольфом II, графом Бергу, і Ебергардом, перетворив замок Берге біля Альбенбургу на цистерціанське абатство. 1134 року затвердив фундування премонстрантського абатства Кнехтштеден у Дормагені поблизу Нойса, яке ще 1130 року заснував Гуго фон Шпонгайм. 1137 року супроводжував імператора Лотаря II в його другому поході до Італії. Помер в м.Трані (Апулія).